# Kaïmaklí
Kaïmaklí är en del av en befolkad plats i Cypern.   Den ligger i distriktet Eparchía Lefkosías, i den nordöstra delen av landet, i huvudstaden Nicosia. Kaïmaklí ligger 124 meter över havet och antalet invånare är 11 564.
Terrängen runt Kaïmaklí är huvudsakligen platt, men norrut är den kuperad.Trakten runt Kaïmaklí är tätbefolkad, med 636 invånare per kvadratkilometer. Närmaste större samhälle är Nicosia, 2,2 km sydväst om Kaïmaklí. Trakten runt Kaïmaklí är i huvudsak ett öppet busklandskap.